# Jan Vaněček
Jan Vaněček (* 7. října 1946 Český Krumlov) je český spisovatel.

## Život
Narodil se v Českém Krumlově. Napsal dvanáct humoristických knih. Pražský vrchní soud v roce 2004, rozhodl o povinnosti Ministerstva vnitra, neuvádět Jana Vaněčka ve svazcích komunistické tajné bezpečnosti, kde je neoprávněně uveden jako spolupracovník. Soud uznal podpis na vázací listině jako falešný. Je autorem hudebně-zábavního programu Podvečerník, který se pravidelně koná v Českém Krumlově. Je kytaristou hudební skupiny Swingtrio. Publikuje v regionálním tisku. Píše rozhlasové sloupky.

## Dílo
- Jak jsem se (ne)stal agentem StB (fraška z občanského života);
- Bílé vzpomínání (o historii tenisu na Českokrumlovsku);
- Povídky z krumlovského Česka
- Běžecké závody (humor)
- Veselosti z krumlovského Česka (humor)
- Můj život s operou (autobiografie operní režisérky Inge Švandové-Koutecké).
- Vejrovské zkazky (humorné povídky)
- Vejrovské humoresky (humor)
- Našich dvacet let (vzpomínková kniha k 20. výročí zřízení Domu pečovatelských služeb v Českém Krumlově)
- Život s úsměvem (humorné povídky doplněné kresleným humorem Miloslava Martenka)
- Humoresky (povídková kniha doplněná kresleným humorem Miloslava Martenka)
- Vyprávěnky (Humorné vyprávění ilustrované Miloslavem Martenkem)

Texty v Listech, dvouměsíčníku pro kulturu a dialog:
- Všechny do jednoho pytle
- Kolorit hnédé doby a Čechy v Podunají
- Divadlo s nejvyšším stropem
- Pracovní povinnost a nezaměstnanost
- O kapsářích
- Máte také dluhy?
- Na ekologické pouti
- Dopisové kamarádky (Pen Friends)